# Francisca Clotilde
Francisca Clotilde Barbosa de Lima (Tauá, 19 de outubro de 1864 - Aracati, 8 de dezembro de 1935) foi uma escritora, educadora e jornalista brasileira, autora de A divorciada (1902).
Participou da campanha abolicionista e foi defensora da emancipação feminina. Publicou contos, traduções, poemas e artigos também por meio do pseudônimo Jane Davy.

## Biografia
Nasceu na fazenda São Lourenço, em Tauá, a 19 de outubro de 1862, filha de João Correia Lima e de Ana Maria Castello Branco. Anos depois, mudou-se para Baturité. Terminado o Curso Primário, foi a Fortaleza, onde tornou-se aluna do Colégio da Imaculada Conceição. Passado esse período escolar, dirigiu-se à Escola Normal onde fez vários testes com o intuito de lecionar. Foi, portanto, a primeira professora do sexo feminino a lecionar na Escola Normal do Estado do Ceará, em 1882. Colaborou em vários jornais do Ceará, como A Quinzena, O Domingo e A Evolução. Sua produção literária enfatiza a emancipação feminina, a política e a liberdade. Também esteve envolvida com a campanha abolicionista. 
Em 1902, publicou o romance A divorciada, que trata de um tema bastante polêmico para o final do século XIX. Foi colaboradora assídua da revista A Estrella, fundada em Baturité por sua filha Antonieta Clotilde. No dia 05 de março de 1908, chegou à cidade de Aracati, atendendo a inúmeros pedidos de personalidades aracatienses e a 9 de março do mesmo ano fundou o Externato Santa Clotilde, junto às filhas Antonieta e Ângela Clotilde.